# Архимандрит Јоил (Булатовић)
Јоил (рођен Јошо Булатовић; Смрчје, код Колашина, 20. јул 1940 — Манастир Ћириловац, 20. фебруар 2022) био је схи-архимандрит Српске православне цркве, теолог и старешина Манастира Ћириловац.

## Биографија
Архимандрит Јоил Булатовић рођен 20. јула 1940. године у Смрчју код Колашина. Рано је остао без оца Милете, па је бригу о породици преузела његова мајка Марија. Непосредно након Другог свјетског рата породицу је погодила трагедија, када су у једном дану погинула три брата од нађене бомбе. Основну школу завршио је у Колашину, а матурирао је у Беранској гимназији. Вишу педагошку школу завршио је у Цетињу. Запослио се као наставник хемије у Основној школи „Вуко Јововић“ у Даниловграду, где проводи петнаестак година радног стажа до инвалидске пензије. Одувијек је показивао интересовање за духовност и за цркву. Као свјетовном лицу духовник му је био старац Тадеј Витовнички. Након неколико посета Светој земљи крајем седамдесетих и почетком осамдесетих година 20. века, одлучује да се посвети подвижничком животу. Крајем осамдесетих година постаје активни члан духовне заједнице која се у манастиру Ћелија Пиперска формирала око архимандрита Лазара.
Замонашен је у чин мале схиме 27. априла 1991. године. Рукоположен за јерођакона 28. јула 1991. године, а за јеромонаха 13. децембра 1991. године у манастиру Острог. Одликован звањем игумана 17. августа 2003. године, а звањем архимандрита од митрополита црногорско-приморског др Амфилохија Радовића. 20. августа 2005. године.
Од средине деведесетих започиње градњу своје задужбине – манастира Ћириловца на свом имању код Колашина. Манастир је освећен у септембру 1999. године и тада је постављен за игумана манастира. Већ наредне године се формира манастирско сестринство. Митрополит Амфилохије је са још три архијереја осветио 2005. године црквицу коју је отац Јоил подигао на врху Бјеласице по имену Кључки Тавор и посветио је Преображењу Господњем, а која је рађена као верна копија срушене ловћенске цркве. Већ 2007. године освећен је и мушки манастир посвећен Богородици Јерусалимској у непосредној близини манастира Ћириловца. Свој монашки живот заокружио је примањем велике монашке схиме 2016. године.
Преминуо је 20. фебруара 2022. године. Сахрањен је 21. фебруара 2022. у Манастиру Ћириловац.